# الجريمة الحقيقية: شوارع لوس أنجلوس
الجريمة الحقيقية: شوارع لوس أنجلوس (بالإنجليزية: True Crime: Streets of LA)‏، هي لعبة فيديو عالم مفتوح من نوع أكشن-مغامرات، طُورتها شركة (اكساكت للترفيه) في 2001 لجهاز بلاي ستيشن 2، واكس بوكس وجيم كيوب.  وإنظمة ويندوز، وصدرت على اكس بوكس وجيم كيوب في نوفمبر عام 2003، نسخة الإنترنت في مايو 2004، والنسخة المحمولة في نوفمبر عام 2004 ونسخة نظام التشغيل العاشر في مارس 2005.

## القصة
قصة اللعبة بسيطة وغير معقدة ، فاللاعب يقوم بدور الشرطي المتخفي «نكولاس كانغ» الذي يتورط في عدد من المشاكل مع عصابات لوس أنجلوس، حيث تركز على المغامرات أكثر من مطاردات الشوارع ، اللعبة تعتمد على القيام بالمهمات المحددة، النظام القتالي جيد وإطلاق النار أفضل من نظيره في لعبة روكستار الشهيرة ، هنالك نقاط التصويب التلقائية، تستطيع استخدام أسلوب القفز وإطلاق النار على طريقة «ماكس بين» ، وتستخدم اللعبة نظام قتالي بأسلوب الكونغ فو مكون من عدد مختلف من الضربات.

## روابط خارجية
- الجريمة الحقيقية: شوارع لوس أنجلوس على موقع IMDb (الإنجليزية)